# Amphicoma lalashanensis
Amphicoma lalashanensis är en skalbaggsart som beskrevs av Li 2011. Amphicoma lalashanensis ingår i släktet Amphicoma och familjen Glaphyridae. Inga underarter finns listade i Catalogue of Life.